# Мэйс, Роберт Клод
Роберт Клод Мэйс (англ. Robert Claude Maze; 25 мая 1918, Сан-Франциско, Калифорния, США — 27 мая 1945, Окинава, Рюкю, Япония) — американский военный деятель, майор Корпуса морской пехоты США. Погиб в бою во время битвы за Окинаву, посмертно награждён Крестом лётных заслуг.

## Биография
Роберт Клод Мэйс родился 25 мая 1918 года в Сан-Франциско, штат Калифорния. Родители: Альберт Кресси Мэйс (1891—1943) и Мириам Джаннетт (1895—1997), в девичестве Хэм. Позже Мириам развелась и вышла замуж за Артура Рэдфорда (1896—1973), будущего адмирала и начальника Объединённого комитета начальников штабов, который стал для Роберта приёмным отцом.
В 1936 году Мэйс поступил в Калифорнийский университет в Лос-Анджелесе. Он входил в команду по гребле, участвовал в университетских соревнованиях по прыжкам в воду, был членом братства «Sigma Nu», а также членом совета класса. Помимо этого он состоял в обществах «Scabbard and Blade» и «Pershing Rifles», а также прошёл военный курс в Корпусе подготовки офицеров запаса, где имел звание кадет-полковника. В 1940 году окончил университет со степенью бакалавра искусств в области экономики. Жил в Окленде.
19 июня 1940 года в звании второго лейтенанта Мэйс был зачислен в Корпус морской пехоты США. Среди товарищей он был известен просто как «Боб». Позже получил звание майора. В 1943 году Роберт Мэйс женился на Розмари Лоун Прайс на станции военно-морской авиации в Джэксонвилле, штат Флорида. Родом из Гонолулу, в 1941 году она окончила академию Пунахоу, а затем училась в Стэнфордском университете, где стала членом общества «Delta Gamma Fraternity».
10 января 1944 года Мэйс стал командиром новоучрежденной 511-й истребительной эскадрильи морской пехоты, базирующейся на авиабазе Ок-Гроув, штат Северная Каролина. После обучения на базах Симонс-Нотт, штат Северная Каролина, Бока-Чика, штат Флорида, Куонсет-Пойнт, штат Род-Айленд, Мантео, штат Северная Каролина, эскадрилья, оснащённая истребителями «F4U Corsair», была отнесена к зоне Тихого океана и 20 марта 1945 года на борту «USS Block Island» прибыла в Пёрл-Харбор, территория Гавайи. После этого корабль был отправлен к берегам Японии, где в мае-июне 1945 года эскадрилья совершила целый ряд боевых вылетов в поддержку военных операций на Окинаве. К тому времени в её состав входило восемь «F4U Corsair», а также десять «F6F Hellcat».
27 мая 1945 года майор Мэйс вместе с ведомым совершил один пролёт по аэродрому Исигаки, а затем предпринял атаку на несколько небольших японских кораблей, стоящих у островного пирса. Самолёт Мэйса был поражен зенитным огнем, тогда как ведомый смог оторваться от ракеты. Горящий самолет упал в Восточно-Китайское море и разбился на мелководье, а сам Мэйс погиб. Ему было 27 лет. После гибели Мэйса в тот же день эскадрилья продолжила вылеты на Окинаву уже под командованием капитана Джеймса Л. Секреста, остававшегося на этом посту до конца войны. Не было найдено ни тела Мэйса, ни обломков самолёта. Тем не менее, его имя было отмечено на мемориале в Гонолулу, штат Гавайи.

Президент Соединённых Штатов с гордостью заявляет, что к КРЕСТУ ЛЁТНЫХ ЗАСЛУГ посмертно представлен
МАЙОР РОБЕРТ К. МЭЙС
КОРПУС МОРСКОЙ ПЕХОТЫ СОЕДИНЁННЫХ ШТАТОВ
за нижеуказанные заслуги
За героизм и выдающиеся достижения в воздушных вылетах в качестве командира 511-й истребительной эскадрильи морской пехоты, прикрепленной к U.S.S. Block Island, в действиях против вражеских японских сил в окрестностях Сакисимы и Окинавы, Район Островов Рюкю, с 16 по 27 мая 1945 года. Невзирая на серьезную опасность, майор Мэйс отважно повёл свою эскадрилью на вражескую территорию для выполнения тринадцати дерзких ударов по японским аэродромам, служебным постройкам и небольшим рабочим мастерским, умело указывая цели и координируя каждую истребительную атаку в условиях точного зенитного огня, нанеся таким образом серьезный урон противнику и внеся вклад в успех своей эскадры. Получив смертельное ранение во время атаки на жизненно важные для врага корабли, майор Мэйс, благодаря его хладнокровной отваге и превосходному лётному мастерству во всех этих важных миссиях, личным примером подтвердил самые высокие традиции Военно-морской Службы Соединенных Штатов. Он с храбростью отдал свою жизнь за свою страну.
Оригинальный текст (англ.)The President of the United States takes pride in presenting the DISTINGUISHED FLYING CROSS posthumously to

MAJOR ROBERT C. MAZE,
UNITED STATES MARINE CORPS,
for service as set forth in the following

For heroism and extraordinary achievement in aerial flight as Commanding Officer of Marine Fighting Squadron FIVE HUNDRED ELEVEN, attached to the U.S.S. Block Island, in action against enemy japanese forces in the vicinity of Sakishima and Okinawa, Ryukyu Islands Area, from 16 to 27 may 1945. Undaunted by grave hazards, Major Maze boldly led his squadron into hostile territory to execute thirteen daring strikes against Japanese airfields, service installations and small service craft, and, skillfully designating targets and coordinating each fighter attack in the face of accurate antiaircraft fire, inflicted severe damage upon the enemy, thereby contributing essentially to the success of his squadron. Mortally wounded in an attack against vital enemy shipping, Major Maze, by his cool courage and superb airmanship throughout these important missions, had upheld the highest traditions of the United States Naval Service. He gallantly gave his life for his country.

За действия против японцев на Тихоокеанском театре Второй мировой войны Мэйс был посмертно удостоен Креста лётных заслуг. Секрест тоже был награждён Крестом лётных заслуг. Также Мэйс был удостоен медали «Пурпурное сердце» и медали Победы во Второй мировой войне. Крест был вручён его вдове Розмари. У них остался сын — Роберт Мэйс-младший, которому на момент смерти отца было десять месяцев.